# Huwniki (gromada)
Huwniki – dawna gromada, czyli najmniejsza jednostka podziału terytorialnego Polskiej Rzeczypospolitej Ludowej w latach 1954–1972.
Gromady, z gromadzkimi radami narodowymi (GRN) jako organami władzy najniższego stopnia na wsi, funkcjonowały od reformy reorganizującej administrację wiejską przeprowadzonej jesienią 1954 do momentu ich zniesienia z dniem 1 stycznia 1973, tym samym wypierając organizację gminną w latach 1954–1972.
Gromadę Huwniki z siedzibą GRN w Huwnikach utworzono 1 stycznia 1969 w powiecie przemyskim w woj. rzeszowskim przez połączenie zniesionych gromad Rybotycze i Nowosiółki Dydyńskie w jedną jednostkę o nazwie gromada Huwniki. Dla gromady ustalono 27 członków gromadzkiej rady narodowej.
W 1971 roku gromada Huwniki liczyła 2511 mieszkańców, zamieszkujących miejscowości: Borysławka (0), Gruszowa (131), Huwniki (592), Kalwaria Pacławska (172), Kopysno (20), Leszczyny (89), Łodzinka Dolna (4), Makowa (323), Nowe Sady (287), Nowosiółki Dydyńskie (188), Pacław (115), Paportno-Sopotnik (12), Posada Rybotycka (100) i Rybotycze (478).
Gromada przetrwała do końca 1972 roku, czyli do kolejnej reformy gminnej.